# Kladovo-Transport

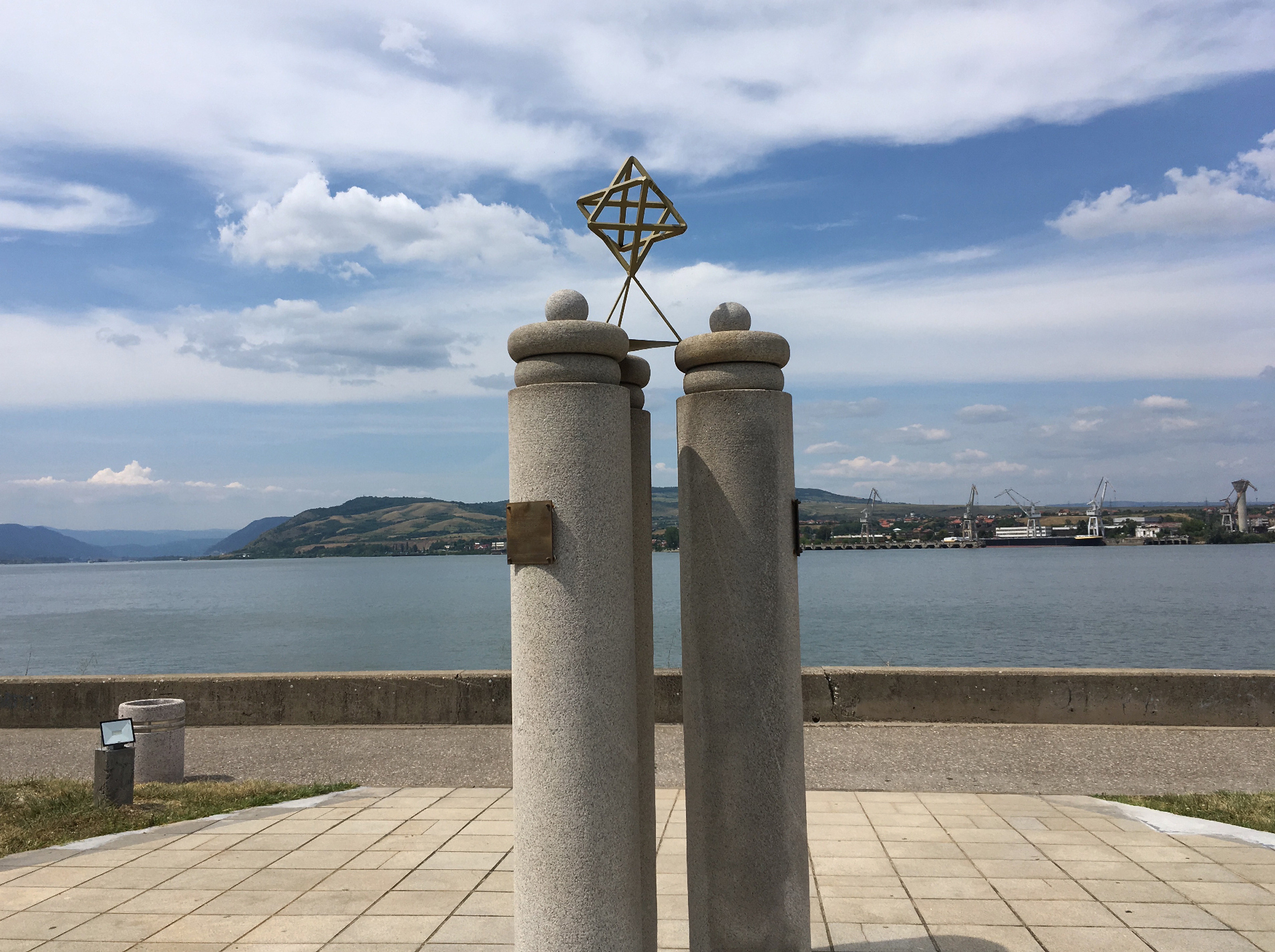
Im Jahr 2002 errichtetes Denkmal, das an den Kladovo-Transport erinnert

Der Kladovo-Transport war ein am 25. November 1939 von Wien aus gestarteter, illegaler jüdischer Flüchtlingstransport von 822 Personen, dessen Ziel Eretz Israel  (Britisch-Palästina) war. Aufgrund des frühen Zufrierens der Donau mussten die Flüchtlinge im jugoslawischen Hafen von Kladovo überwintern. 1940 warteten sie vergeblich auf ein Hochseeschiff für die Weiterfahrt, sie mussten in den Hafen von Šabac an der Save übersiedeln, wo sie 1941 von den Nationalsozialisten eingeholt wurden. Nur rund 200 Jugendliche sowie wenige Erwachsene konnten gerettet werden oder aus eigener Kraft flüchten. Die Männer des Transportes wurden Ende September 1941 in das KZ Šabac überstellt und am 12. und 13. Oktober auf Befehl von General der Infanterie Franz Böhme von Einheiten der Wehrmacht erschossen. Die Frauen wurden Anfang Jänner 1942 in das KZ Sajmište überstellt und zwischen 19. März und 10. Mai 1942 unter Herbert Andorfer in einem Gaswagen ermordet.

## Hintergrund
Die Möglichkeit der legalen Einwanderung (Alija) zu der 1917 von den Briten in der Balfour-Deklaration versprochenen Errichtung einer jüdischen Heimstätte in Palästina wurde bereits in den 1920er-Jahren durch die Einführung eines Quotensystems mit Zertifikaten verschiedener Kategorien eingeschränkt. Zionistische Organisationen reagierten darauf ab den 1930er-Jahren mit der Durchführung von illegalen Transporten (Alija Bet). Innerhalb der zionistischen Untergrundarmee Hagana in Palästina, die der zionistischen Arbeiterpartei nahestand, wurde um die Jahreswende 1938/1939 die Abteilung Mossad le Alija Bet für die Organisation illegaler Transporte eingerichtet. Zwischen dem Anschluss Österreichs an das Deutsche Reich und dem Beginn des Zweiten Weltkriegs konnten 17.000 Menschen in 50 illegalen Transporten Europa verlassen.
Österreichische Juden waren großteils assimiliert; sie unterstützten das jüdische Aufbauwerk vorwiegend finanziell und ideell, ohne an eine eigene Auswanderung zu denken. Die seit den 1920er-Jahren bestehende Wiener Zweigorganisation der zionistischen Dachorganisation Hechaluz diente vor allem als Durchgangsstation für osteuropäische Jüdinnen und Juden. Mit dem Anschluss Österreichs an das Deutsche Reich 1938 galten die im Altreich nach und nach beschlossenen Nürnberger Gesetze über Nacht. Die damit einsetzende aggressive Vertreibungspolitik durch die Nationalsozialisten ließ die Auswanderung zu einer von der SS unterstützten Massenfluchtbewegung werden.
Im Mai 1939 veröffentlichte die britische Mandatsregierung in Palästina das „Weißbuch“, durch welches die Einwanderung für die nächsten fünf Jahre auf 75.000 begrenzt wurde. Auch andere Länder schränkten die Einwanderungsmöglichkeiten drastisch ein. Der Historiker Ralph Weingarten schildert die Situation anlässlich der 1938 abgehaltenen Flüchtlingskonferenz in Évian:

„Beide Seiten, „Aufnahme“-Länder und Vertreibungsland, wünschten sich im Grunde das Gleiche: diese störende, lästige Minderheit irgendwohin, weit weg, abzuschieben, sie in irgendeinen abgelegenen Winkel der Erde zu versenken, sie irgendwo verschwinden zu lassen.“

Es wurde für Juden immer schwieriger, den Bedrohungen durch die Nationalsozialisten zu entkommen, da sich deren Einflussbereich immer weiter ausbreitete. Die illegale Einwanderung nach Palästina gewann dadurch immer mehr an Bedeutung; zugleich wurde die Organisation der Transporte mit Kriegsbeginn weiter erschwert. Die Briten betrachteten jüdische Flüchtlinge aus den feindlichen Gebieten als „feindliche Ausländer“ und in den Balkanländern ließen sich kaum noch ausgediente Hochseeschiffe erwerben. In Rumänien warteten bereits 3.000 Flüchtlinge auf ihre Weiterfahrt.
Im Herbst 1939 verstärkte Adolf Eichmann, SS-Obersturmbannführer und Gründer der Zentralstelle für jüdische Auswanderung in Wien, den Druck auf Georg Überall, Generalsekretär des österreichischen Hechaluz. Eichmann drohte damit, alle noch nicht ausgewanderten Hechaluz-Mitglieder – es warteten noch Hunderte in den Hachschara-Lagern außerhalb Wiens auf ihre Ausreise – nach Polen zu deportieren, wenn sie nicht bald außer Landes geschafft würden, und statuierte mit dem ersten Nisko-Transport ein Exempel. Zudem befahl er Überall, mit Berthold Storfer, den er als Leiter des „Ausschusses für jüdische Überseetransporte“ eingesetzt hatte, zusammenzuarbeiten. Dieser war zwar Jude, jedoch kein Zionist, und gewann im Jahr 1939 mit Unterstützung der SS immer mehr Einfluss auf die Organisation der illegalen Transporte. Die Hechaluz-Vertreter sahen in ihm einen Kollaborateur der Nationalsozialisten und mieden den Kontakt, wodurch sich letztlich beide Seiten in der Arbeit behinderten.

## Die Organisation des Transportes
Im Angesicht der Drohungen Eichmanns entschied Überall, die Hechaluz-Zentren so schnell wie möglich aufzulösen und ihre Mitglieder außer Landes zu bringen, obwohl trotz intensiver Bemühungen der in Italien, Griechenland, Rumänien und Bulgarien befindlichen Mossad-Agenten kein Hochseeschiff aufgetrieben werden konnte. Der Mossad-Agent Mosche Agami erteilte seine Zustimmung zu dem Transport. Ferdinand Ceipek, ein ehemaliger Nationalsozialist, der von der politischen Praxis enttäuscht war, unterstützte die jüdischen Rettungsversuche und vermittelte Georg Überall 800 reguläre Einreisevisa in die Slowakei.
Zum ersten Mal wurden einem illegalen Transport auch Gruppen der Jugend-Alija zugeteilt. Diese Vorgehensweise war sehr umstritten; der Leiter der Wiener Jugend-Alijah, Aron Menczer, verteidigte die Entscheidung. In einem Brief an einen Freund schrieb er kurz nach der Abreise der Gruppe, dass es keine andere Möglichkeit gab und dass das Risiko, das dabei eingegangen wurde, geringer war, als die Gelegenheit ungenützt zu lassen. Altersmäßig bestand die Gruppe etwa zu einem Drittel aus Kindern und Jugendlichen bis zum Alter von 17 Jahren, wovon eine Hälfte in Begleitung ihrer Eltern war, die andere in der Obhut der Jugendbünde. Ein weiteres Drittel stellten die 18- bis 35-jährigen Chaluzim des Hechaluz. Der Rest setzte sich zusammen aus altgedienten Zionisten, die zuvor etwa aufgrund ihres Alters vergeblich auf Einreisezertifikate gewartet hatten, sowie Paaren und nicht zuletzt einzelnen Juden, die trotz der politischen Umstände noch viel für die Reise bezahlen konnten. Ebenso bunt gemischt waren die Teilnehmer im Hinblick auf ihre soziale Herkunft, sie repräsentierten das gesamte Spektrum der Juden Mitteleuropas, und auch ihre Religiosität reichte von orthodox über gemäßigt traditionell bis atheistisch.

## Die Fahrt
Am 25. November 1939 wurden die 822 für den Transport ausgewählten Personen mit dem Zug nach Bratislava gebracht. Mitnehmen durften sie lediglich einen Rucksack mit persönlichen Dingen, der nicht mehr als acht Kilo wiegen durfte, sowie entsprechend der „Auswandererfreigrenze“ zehn Reichsmark in Devisen. Optimismus brachten sie allerdings reichlich mit.
In Bratislava angekommen, wurden sie in der aufgelassenen Munitionsfabrik „Patronka“ und einem ehemaligen Junggesellenheim („Slobodrna“) interniert und von Mitgliedern der slowakisch-faschistischen Hlinka-Garde bewacht. Versorgt wurden sie durch die örtliche jüdische Gemeinde. Zur Gruppe kamen noch 130 Flüchtlinge aus Berlin, 50 aus Danzig und etwa 100 aus Prag und Bratislava. Während die Donau bereits zuzufrieren drohte, warteten sie in den Lagern, ohne einen Termin für die Weiterfahrt zu erfahren. Die slowakischen Behörden stellten ein Ultimatum mit der Drohung, die Gruppe an die deutsche Grenze rückzustellen, was ihre Einlieferung in Konzentrationslager bedeutet hätte. Nach etwa zehn Tagen Aufenthalt wurden sie in Bussen zum Hafen gebracht und konnten den unter der Hakenkreuzfahne fahrenden DDSG-Dampfer Uranus besteigen. Auf diesem setzten wenige Stunden nach dem ersten Mittagessen bei allen Flüchtlingen schwere Durchfälle ein, was zu der Vermutung führte, dass sie vergiftet werden sollten.
An der Grenze zu Ungarn wurde der Transport aufgehalten und Richtung „Heimat“ zurückgeschickt. Entgegen der Ängste, die die Passagiere nun ausstehen mussten, ging die Uranus in Bratislava vor Anker. Die neuerliche Abfahrt von Bratislava erfolgte am 13. Dezember. Die DDSG weigerte sich jedoch aufgrund der nicht gesicherten Weiterreise, bis zum Donaudelta zu fahren. Die Passagiere wurden daher bei Budapest mitten im Fluss auf die drei kleinen, jugoslawischen Flussdampfer „Car Nikola“, „Car Dušan“ und „Kraljica Marija“ umgeschifft. Diese waren im Auftrag des Mossad-Agenten Mosche Agami vom „Verband der jüdischen Kultusgemeinden des Königreichs Jugoslawien“ für viel Geld gechartert worden.
Mit den drei Ausflugsschiffen kamen die Flüchtlinge bis Prahovo, wo sie vom 18. bis 30. Dezember festlagen, weil ihnen die Weiterfahrt über die rumänische Grenze untersagt wurde. Inzwischen machten die Witterungsbedingungen eine Weiterreise unmöglich und sie mussten donauaufwärts bis zu dem im Eisernen Tor gelegenen Winterhafen in Kladovo zurückfahren, wo sie überwintern sollten. Gegenüber der jugoslawischen Regierung musste sich der Generalsekretär des Verbandes der jüdischen Kultusgemeinden des Königreichs Jugoslawien, Sime Spitzer, verpflichten, die Versorgung der Gruppe zu übernehmen. Die jüdischen Gemeinden waren jedoch durch die Versorgung des 1933 einsetzenden und seit dem Anschluss Österreichs massenhaften Flüchtlingsstroms bereits überbeansprucht. Zudem war der Hafen aufgrund seiner ungünstigen Lage und der winterlichen Bedingungen nur mit einer 24-stündigen Anreise erreichbar, inklusive einer siebenstündigen Schlittenfahrt, da der nächste Bahnhof 54 Kilometer entfernt war. Trotz der Umstände versprach Spitzer, für die Flüchtenden erträgliche Verhältnisse zu schaffen.

## Die Zeit in Kladovo
Die beengten Verhältnisse auf den Schiffen, die die Menschen für die Fahrt vorübergehend zu ertragen bereit gewesen waren, wurden mit der Aussicht, in Kladovo zu überwintern, unerträglich und bedrohlich. Die sechs Kabinen dienten dem Reiseleiter und dem Transportarzt sowie als Krankenzimmer, alle anderen Teilnehmer schliefen dicht gedrängt auf Bänken und Fußböden im geheizten Salon oder in der Kälte an Deck. Die hygienischen Bedingungen waren ebenfalls katastrophal. Etwa Mitte Jänner wurde ihnen ein mit Koks-Dauerbrandöfen ausgestatteter, umgebauter Schlepper mit 280 Schlafplätzen als Entlastungsschiff beigestellt und nach einigen Wochen bekamen sie die Erlaubnis, unter Bewachung von Gendarmen einen schmalen Uferstreifen zum Spazierengehen zu benützen.
Mitte März 1940 nahm Rose Jacobs, Delegierte der amerikanisch-jüdischen Frauenorganisation Hadassah, während einer Europareise den beschwerlichen Weg zu der Reisegruppe auf sich und zeigte sich in einem Brief erschüttert über die Zustände:

„[…] welch ein Anblick, welch eine Geschichte! Jeder der Reisenden eine Tragödie für sich und – darüber hinaus – das Symbol der Tragödie eines Volkes.“

Jacobs war der Meinung, dass es nur der großen Kälte zu verdanken sei, dass noch keine Epidemien ausgebrochen waren – es herrschte einer der kältesten Winter des Jahrhunderts. Ihren Beobachtungen nach hatten die Flüchtlinge an Bord u. a. bereits eine Schuh- und Kleiderreparaturwerkstätte eingerichtet, brachten eigene Zeitungen heraus und führten Hebräisch- und Englischkurse durch. Ende März wurden die Schiffe in den Sommerhafen verlegt. Durch dessen Nähe zum Ort konnten sich einige Flüchtlinge, die einen Passierschein bekamen, zum ersten Mal nach vier Monaten etwas freier bewegen und im Ort herumbummeln.
Da die Dampfer von der Schifffahrtsgesellschaft wieder gebraucht wurden und überdies etwa 1.000 Dollar pro Tag kosteten, sollten sie abgezogen und die Menschen an Land untergebracht werden. Am 2. Mai fuhren die „Car Dušan“ und die „Kraljica Marija“ ab, die „Car Dušan“ kehrte jedoch am Abend desselben Tags wieder zurück. 650 Personen wurden in der rund 2.000 Einwohner zählenden, teils aus Lehmhütten bestehenden Ortschaft untergebracht – vor allem Familien und ältere, kränkliche „Chawerim“ sowie 18- bis 30-jährige Mitglieder der Hachschara-Jugend. Sie wurden teils in Privathäusern, teils in rasch errichteten Baracken untergebracht. Der Rest der Hachschara-Jugend, die Mitglieder der Jugend-Alija und weitere rund 80 Personen blieben auf dem umgebauten Schlepper und auf der „Car Dušan“. Die Misrachi-Gruppe blieb wie zuvor auf der „Car Nikola“. Für die Jugend-Alija wurden schließlich Zelte beschafft, um damit in der Nähe der Schiffe ein Lager aufzubauen. Zusätzlich durften sie einen ca. 150 mal 350 Meter großen Platz als Bewegungsraum nutzen, der zur Hälfte als Sportplatz hergerichtet wurde. In Briefen an ihre Verwandten lobten die Flüchtlinge die Gastfreundschaft der offiziellen Stellen in Jugoslawien und dass die Bevölkerung sehr anständig sei.
Ab dem Frühjahr 1940 stießen weitere Flüchtlinge, teils einzeln, zur Gruppe, die sich damit auf rund 1.200 Personen vergrößerte. So erreichte etwa im April eine 20-köpfige Gruppe jüdischer Jugendlicher aus dem besetzten Polen den Transport – alles Schulfreunde aus Bielitz. Sie waren im tiefsten Winter über Russland, die Karpatenukraine und Ungarn geflohen. Unter ihnen war Romek Reich, der später Herta Eisler heiratete.
Am 12. Mai kamen Sime Spitzer und Oberrabbiner David Alcalay aus Belgrad und hielten auf dem Sportplatz einen Generalappell ab, in dem sie die Flüchtlinge für ihr Ausharren lobten, ihnen Mut zusprachen und versicherten, sie würden ihr Ziel noch erreichen. Ein noch zu adaptierender Schlepper solle innerhalb der nächsten 24 Stunden Kladovo erreichen, um sie nach Abschluss der nötigen Arbeiten zum Schwarzen Meer zu bringen, wo sie im Hafen von Sulina ein Hochseeschiff besteigen könnten. Da die rumänischen Behörden die Ausfolgung des Schleppers anfangs verweigerten und erst lokale Vertreter des jüdischen Gemeindeverbandes nach Turnu Severin reisen mussten, um mit den Behörden zu verhandeln, verzögerte sich die Ankunft der „Penelope“ noch einige Tage. Bei den Umbauten zwischen dem 21. und 26. Mai wurden an Deck Tische und Bänke aufgestellt und in den fünf Bunkerräumen in vier Etagen übereinander Holzpritschen installiert. Außerdem gab es fünf Waschräume für je zwei Personen. Diejenigen Flüchtlinge, die im Ort Kladovo untergebracht waren, sollten erst zwei Stunden vor Abfahrt auf die „Penelope“ kommen, die anderen übersiedelten, und alle warteten weiter auf ein Zeichen, wann es losgehen würde. Es gab viele Gerüchte um eine baldige Weiterfahrt, doch sie wurden alle im letzten Moment abgesagt.
In dem alten Schlepper, der weiterhin als Entlastung bereitstand, wurde eine Krankenstation eingerichtet; Medikamente für eine Apotheke kamen aus Belgrad. Gab es im Winter hauptsächlich grippale Infekte, Erkältungen und Durchfallerkrankungen, kamen im Verlauf der Monate Mangelerkrankungen aufgrund der vitaminarmen Kost sowie durch Schmutz und Ungeziefer auf den Schiffen hervorgerufene Krankheiten hinzu (insbesondere Skorbut, Scabies und Furunkulose). Später gab es vereinzelt schwere Infektionskrankheiten wie Kinderlähmung, Rotlauf und Typhus, die einige Todesopfer forderten. Die Gesunden litten an Langeweile und an der Sorge um ihre in alle Welt verstreuten oder noch den Gefahren des Nationalsozialismus ausgesetzten Verwandten, vor allem aber am vergeblichen Warten auf die Weiterreise und dem Gefühl, von der Welt im Stich gelassen zu werden. Einige versuchten weiterhin, über Briefkontakte an Einwanderungszertifikate für Palästina zu gelangen.
Anfang September 1940 fuhr ein großer illegaler Transport an ihnen vorüber: Der Storfer-Transport war der letzte, der das „Reichsgebiet“ verlassen konnte. Die Schiffe „Helios“, „Melk“, „Schönbrunn“ und die ihnen bekannte „Uranus“ hielten nicht an, um sie aufzunehmen. Viele hatten Verwandte auf den Schiffen und waren verzweifelt, weil sie keinen Kontakt zu ihnen herstellen konnten.

## Verlegung nach Šabac
Wegen der beginnenden Aktion Heim ins Reich der Nationalsozialisten, bei der Kladovo als Anlaufstelle für Schiffe vorgesehen war, mussten die Flüchtlinge den Hafen schließlich verlassen. Jedoch nicht in die gewünschte Richtung: Am 17. September 1940 wurden sie, vertäut mit einem Zugschiff, in den rund 300 Kilometer stromaufwärts an der Save liegenden Ort Šabac gebracht, wo sie am 22. September ankamen.
In Šabac wurden Ehepaare und ältere Menschen über die Stadt verteilt in 380 möblierten Privatzimmern bei Einheimischen untergebracht, während der Großteil der Jugendlichen in einer aufgelassenen, dreistöckigen Getreidemühle Quartier bezog. Die Mitglieder verschiedener zionistischer Jugendbünde wohnten in einem weiteren Gebäude, die religiös-zionistischen Misrachi in einem kleineren Haus. Alle Gebäude waren neben Schlafräumen mit Gemeinschaftsküchen ausgestattet. Das Zentrum des Lagers war ein Gebäudeblock, in dem zusätzlich Kleider-, Material- und Lebensmittelmagazine zur Verfügung standen und verschiedene Werkstätten für Umschulungskurse genutzt werden konnten. Ebenso befanden sich in dem Gebäude Verwaltungsräume und das Büro einer Vertretung des jüdischen Gemeindeverbandes. In einem aufgelassenen Sanatorium betrieben neun zum Transport gehörende und zwei einheimische jüdische Ärzte ein eigenes Krankenhaus mit 20 Betten. Obwohl der Verband der jugoslawischen jüdischen Gemeinden für sie formal verantwortlich war, konnten sie sich großteils selbst verwalten.
In das Leben der Flüchtlinge kam durch die Übersiedlung nach Šabac wieder mehr Ordnung, sie veranstalteten Konzerte und Vorträge, durften sich bis 20 Uhr frei in der Stadt bewegen und erhielten einmal wöchentlich Ausgang bis Mitternacht. Sie gaben Zeitungen heraus und organisierten in der Šabacer Synagoge regelmäßigen Schulunterricht. Auch die beiden Kinos in Šabac und eine von Quäkern geführte Lesehalle konnten sie besuchen. Zwar durften sie offiziell keine Arbeit annehmen, einige verdienten sich trotzdem durch verschiedene Arbeiten bei der Bevölkerung ein wenig Taschengeld, wodurch sie ihre als karg beschriebenen Essensrationen aufbessern konnten. Sie baten ihre Verwandten brieflich weiterhin um Interventionen zum Erlangen von Einwanderungszertifikaten nach Palästina oder um Einwanderungsmöglichkeiten in die USA und kontaktierten auch selbst die lokalen Palästinaämter und die Jewish Agency. Nach und nach verwandelte sich ihre bis dahin trotz aller Rückschläge vorhandene Zuversicht in Hoffnungslosigkeit und Verzweiflung. Ihre inzwischen abgetragene Kleidung machte ihnen den sozialen Abstieg immer deutlicher bewusst, sie waren gezwungen, um Kleidung für den Winter zu betteln.
Mossad-Agenten kündigten mehrmals eine Weiterreise an, die Flüchtlinge packten ein – und nach der Absage, die jedes Mal im letzten Moment kam, wieder aus. So war es beispielsweise bei der „Darien II“, die Ende September 1940 Alexandria verlassen hatte und im Oktober in Istanbul eintraf. Bezahlt wurde sie von amerikanischen zionistischen Organisationen wie der Hadassah. Die Fahrt Richtung Konstanza, wo sie repariert und für den Transport hergerichtet werden sollte, nahm sie jedoch erst am 2. November auf, da es zwischen dem Mossad, den Amerikanern und Spitzer Unstimmigkeiten wegen der Begleichung der Rechnung für die nötige Kohle gegeben hatte. Die Adaptierungsarbeiten sollten zwei bis drei Wochen dauern, danach sollte die „Darien II“ für die Flüchtlinge zur Verfügung stehen. Die „Darien II“ brachte inzwischen jedoch 160 legale Flüchtlinge, die den vollen Preis bezahlen konnten, nach Palästina. Die Hintergründe dieses Unternehmens sind nicht bekannt. Als sie wieder zurück in den Hafen von Sulina kam, sollten die Flüchtlinge am 2. Dezember dorthin aufbrechen und wurden in Šabac auf Schlepper eingeschifft. Dann kam die Weisung der Schifffahrtsgesellschaft, die Abfahrt müsse einerseits wegen der vorgerückten Jahreszeit, andererseits wegen der unsicheren politischen Verhältnisse unterbleiben; lediglich eine Weisung der obersten Behörden könne sie umstimmen. Der jugoslawische Ministerpräsident lehnte die Verantwortung für den Transport jedoch ebenfalls ab. Spitzer, der seit Ankunft der Flüchtlinge bemüht war, immer wieder neue Mittel und Wege für ihren Weitertransport zu finden, organisierte Mitte Dezember einen Sonderzug nach Prahovo, um sie von dort mit rumänischen Schleppern nach Sulina zu schicken. Als die Schlepper jedoch mit griechischer Beflaggung kamen, sah Spitzer darin ein zu großes Risiko, das er nicht eingehen wollte, wie er an die Mossad-Agentin Ruth Klüger schrieb:

„Dazu sind wir eine viel zu verantwortliche Institution. […] Ich mußte für jeden Fall auch daran denken, daß die rumänischen Behörden Schwierigkeiten machen könnten oder daß die Leute in Rumänien im Eis stecken bleiben. […] Auch eine Rückkehr nach Jugoslawien, nachdem die Leute schon auf einem ausländischen Objekt gewesen wären, hätte ich nicht durchsetzen können.“

Die „Darien II“ wartete in Sulina bis 29. Dezember 1940 und transportierte dann andere Flüchtlinge nach Palästina, wo sie schließlich von den Briten konfisziert wurde.
Im Jänner 1941 befanden sich etwa 1.400 Menschen auf der Flucht in Šabac. Jene, die in Privatquartieren untergekommen waren, mussten mit dem Näherrücken der Deutschen und dem damit steigenden politischen Druck in die Massenquartiere übersiedeln.

## Entkommen
Wenige Wochen vor dem deutschen Überfall auf Jugoslawien bekam ein kleiner Teil der Flüchtlinge Zertifikate der Jugend-Alija, der zionistischen Frauenorganisation WIZO und rund 50 Einzelzertifikate. Zu den etwa 200 bis 280 Personen (eine exakte Zahl ist nicht bekannt) gehörten überwiegend Jugendliche zwischen 15 und 17 Jahren, einige jüngere Kinder und Mädchen, die die Altersgrenze der Jugend-Alija bereits überschritten hatten, einige erwachsene Betreuer der Jugendgruppen und wenige ältere Menschen, für die Verwandte gebürgt hatten. Sie bekamen jugoslawische Interims-Pässe ausgestellt und mussten sich Visa für Griechenland, die Türkei und Syrien besorgen. Die Jugendlichen wurden durch WIZO neu eingekleidet und wurden mit Lebensmitteln und anderen für die Reise notwendigen Dingen versorgt. Ab dem 16. März reisten sie in Gruppen von 30 bis 50 Personen nacheinander ab. Die Fahrt der letzten Gruppe drohte zu scheitern, da es zunächst hieß, sämtliche Eisenbahnwaggons würden zur Truppenmobilisierung in Jugoslawien benötigt; schließlich konnten sie aber doch fahren. In den Bahnhöfen entlang der Strecke wurden sie von Juden, die von ihrer Durchreise erfahren hatten, mit Essen und Getränken versorgt. Wegen Bombardierungen der Gleise in Griechenland und fallweisem Anhalten wegen Fliegeralarm dauerte die Fahrt mit dem Zug bis Istanbul eine Woche. In Istanbul trafen die Gruppen in einem Hotel wieder aufeinander und setzten die Reise mit der Bahn über die syrische Stadt Aleppo nach Beirut fort. Bei Rosch haNikra erreichten sie die palästinensische Grenze. Nach einem Aufenthalt in einem Anhaltelager des britischen Militärs wurden sie auf verschiedene Siedlungen im Land verteilt, meist Kibbuzim, oder zogen zu bereits im Land lebenden Verwandten. Einer der geretteten Jugendlichen, Ernest Löhner, kehrte später mit der Hagana nach Jugoslawien zurück und kämpfte als Fallschirm-Liaison-Offizier in Titos Hauptquartier, anschließend stieg er in der israelischen Armee in den Generalsrang auf.

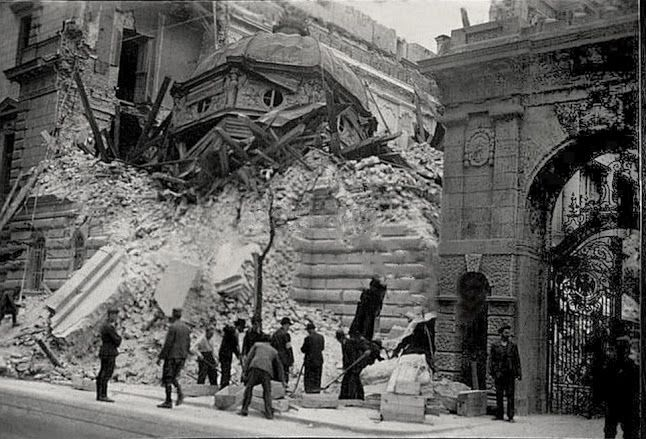
Belgrad in Trümmern

Die Mitglieder der polnischen Gruppe ergriffen im Februar 1941 die ersten Initiativen für ihre Flucht. Sie fuhren mehrmals einzeln und ohne Erlaubnis nach Belgrad, knüpften Kontakte zum Betar und zum polnischen Konsulat, lasen Zeitungen und kehrten wieder nach Šabac zurück. Als Romek Reich mit der Aussicht auf polnische Reisepässe zurückkam, heirateten er und Herta Eisler am 24. März, damit sie die Flucht gemeinsam antreten konnten. Romek und Stefan Reich, Hugo Schlesinger und andere Polen fuhren am 26. März nach Belgrad, um die Pässe abzuholen – gerade als das Chaos ausbrach, weil die deutschfreundliche Regierung infolge der Unterzeichnung des Dreimächtepakts gestürzt wurde. Bis 5. April erhielt Herta Reich Briefe von Romek, danach brach die Verbindung ab. Nachdem am 6. April Belgrad von der deutschen Luftflotte bombardiert worden war, wusste sie nicht, ob er und die anderen noch am Leben waren. Zu einem Wiedersehen kam es erst nach der Zerschlagung Jugoslawiens, als Romek in der Nacht zum 1. Mai plötzlich vor ihr stand, um sie abzuholen. Die Polen hatten aus dem verlassen und unversperrt vorgefundenen Konsulat 28 Blanko-Pässe an sich genommen und gefälscht. Ihnen und Herta Reich gelang eine gefährliche und anstrengende Flucht über die Berge nach Italien, wo sie auf den Arzt Zigmund Levitus, seine Frau Dorothea und noch einige andere Polen stießen, die ebenfalls zum Kladovo-Transport gehörten. Palästina erreichten sie mit Hilfe der Engländer im Juni 1944.
Der aus Breslau stammenden Frieda Fanny Wiener gelang es ebenfalls, aus Šabac zu entkommen. Sie bot einer jungen Tschechin, die mit ihrem Begleiter in der umgebauten Mühle übernachten wollte, einen Schlafplatz neben sich an, weil es keine freie Pritsche mehr gab. Die junge Frau überredete sie, mit ihnen nach Bulgarien zu flüchten. Frieda Fanny Wiener erkrankte unterwegs an Malaria und Typhus und wurde im Spital von Plowdiw behandelt. Anschließend verbrachte sie längere Zeit in Bulgarien, wo sie vorerst sicher war. Als sie Palästina am 17. November 1944 erreichte, wurde ihre Ankunft bestaunt, denn es hatte niemand mehr damit gerechnet, dass zu diesem Zeitpunkt noch einer deutschen Jüdin die Flucht gelingen würde.
Im letzten Moment entkommen konnte insgesamt nur weniger als ein Viertel der Teilnehmer. Erich Nachheiser (später Ehud Nahir), der als Betreuer einer Jugend-Alija-Gruppe abreisen konnte, erinnerte sich später:

„Wir hatten eine österreichische Mentalität. Wir konnten uns damals nicht vorstellen, daß man Dokumente fälscht, daß man irgend etwas tut, was die Behörden nicht erlauben, selbst um am Leben zu bleiben; wie im Witz, warum es nach dem Ersten Weltkrieg keine deutsche Revolution gegeben hat: die Revolutionäre kamen zum Palast des Kaisers und dort stand: „Es ist verboten, das Gras zu betreten.“ Also verzichteten sie auf die Revolution, um das Gesetz nicht übertreten zu müssen. Die Polen haben es uns gezeigt, daß sie Dokumente gefälscht haben, daß sie illegal über Grenzen gegangen sind, Dinge, die mir heute ganz selbstverständlich wären. Aber damals war unsere Mentalität ganz anders. Wir waren gesetzestreu. Die Polen ergriffen die Initiative, ihre Vitalität war viel stärker als unsere.“

## Nach der Zerschlagung Jugoslawiens
Mit dem Einmarsch der Truppen Hitlers am 6. April 1941 in Jugoslawien, der Kapitulation Jugoslawiens am 17. April und der darauf folgenden Zerschlagung Jugoslawiens wurden die Kladovo-Flüchtlinge von ihren Verfolgern eingeholt, vor denen sie 1939 geflüchtet waren. Serbien wurde unter deutsche Militärverwaltung gestellt, Šabac wurde zu einer Grenzstadt. Bereits am 16. April, also einen Tag vor der Kapitulation Jugoslawiens, befahl der Befehlshaber der Sicherheitspolizei und des SD, Wilhelm Fuchs, seine ersten Maßnahmen, die auch für die Kladovo-Flüchtlinge galten:

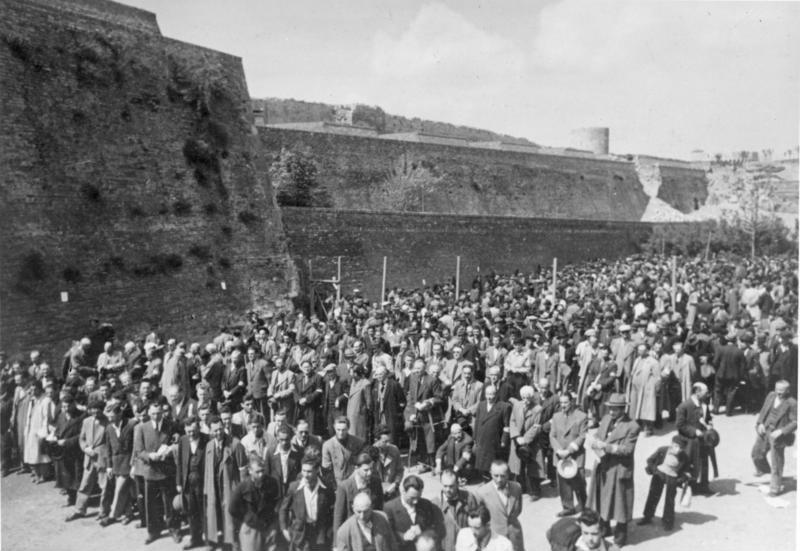
Erfassung der Juden in Belgrad

„Alle Juden haben sich am 19. 4. des Jahres um 8 Uhr morgens bei der Städtischen Schutzpolizei im Feuerwehrkommando am Tas-Majdan zu melden. Juden, die dieser Meldepflicht nicht nachkommen, werden erschossen.“

Wer sich registrieren ließ, wurde zur Zwangsarbeit verpflichtet. Zugleich wurde mit dem Raub von jüdischem Vermögen und wilden Arisierungen in der 23.000 Menschen zählenden jüdischen Gemeinde Serbiens begonnen. Am 30. Mai erließ der Militärbefehlshaber Ludwig von Schröder eine Judenverordnung, die das Leben der Betroffenen stark einschränkte und eine Kennzeichnungspflicht brachte, wonach sie eine gelbe Schleife mit der Aufschrift „Jude“ tragen mussten. Die Belgrader Kultusgemeinde wurde von der Gestapo durch eine „Vertretung der jüdischen Gemeinschaft Serbiens“ ersetzt, zu deren Vorstand sie Sime Spitzer machten. Es gelang Spitzer, einige Briefe und Telegramme an ausländische jüdische Stellen zu schicken, in denen er sowohl um Geld als auch um Zertifikate bat. Die Antworten waren enttäuschend, besonders die Nachricht des von den Briten verhängten Einreisestopps für Palästina. Da auch die Deutschen die Auswanderung inzwischen untersagten, gab es selbst für einen illegalen Transport keine Möglichkeit mehr. Zugleich erhielt Spitzer erste Meldungen, dass es in Kroatien bereits zu Misshandlungen und Morden in Konzentrationslagern kam.
Da sich die Bevölkerung nach dem deutschen Überfall in einem Schockzustand befand, kam es zunächst zu keinen Aufständen. Noch im Frühjahr wurden daher die Kampftruppen aus Serbien abgezogen und Wehrmachtsbesatzungsdivisionen stationiert. Bei Šabac waren das die überwiegend aus Österreichern bestehende 6. und 8. Kompanie des Infanterieregimentes 750 der 718. Infanteriedivision. Am 20. Juli 1941 wurden die Flüchtlinge im KZ Šabac, einem Barackenlager etwas nördlich der Stadt an der Save, interniert. Sie mussten all ihre Sachen auf Lastwagen packen und zu Fuß gehen. Die Häftlinge wurden zu verschiedenen Zwangsarbeiten eingeteilt. Felix Benzler forderte ab September die sofortige Räumung des Lagers und die „rasche und drakonische Erledigung der Judenfrage“.

## Partisanenaufstände und deren Folgen
Die von Josip Broz Tito angeführten Partisanen verübten zwischen Mitte Juli und August 1941 rund 100 Sabotageakte und konnten die durch eine Waffenfabrik strategisch wichtige Stadt Užice einnehmen. Bis Ende Juli gab es auf Seiten der Wehrmacht Verluste von zehn Mann, in den ersten zehn Augusttagen waren es bereits 22. Der Chef der Sicherheitspolizei und des SD ordnete die Erschießung von Geiseln und Sühnemaßnahmen gegen die Zivilbevölkerung an. Da der Widerstand der Partisanen damit nicht zu brechen war, forderte der Wehrmachtsbefehlshaber von Serbien, General Heinrich Danckelmann, eine Verstärkung der Truppen an, die jedoch aufgrund des Bedarfs im Osten abgelehnt wurde. In der Folge wurden „gemischte Jagdkommandos“ aus Sicherheitspolizei, SD und Wehrmachtseinheiten aufgestellt, wobei die Soldaten in den „Kampfmethoden“ von Polizei und SD geschult wurden.

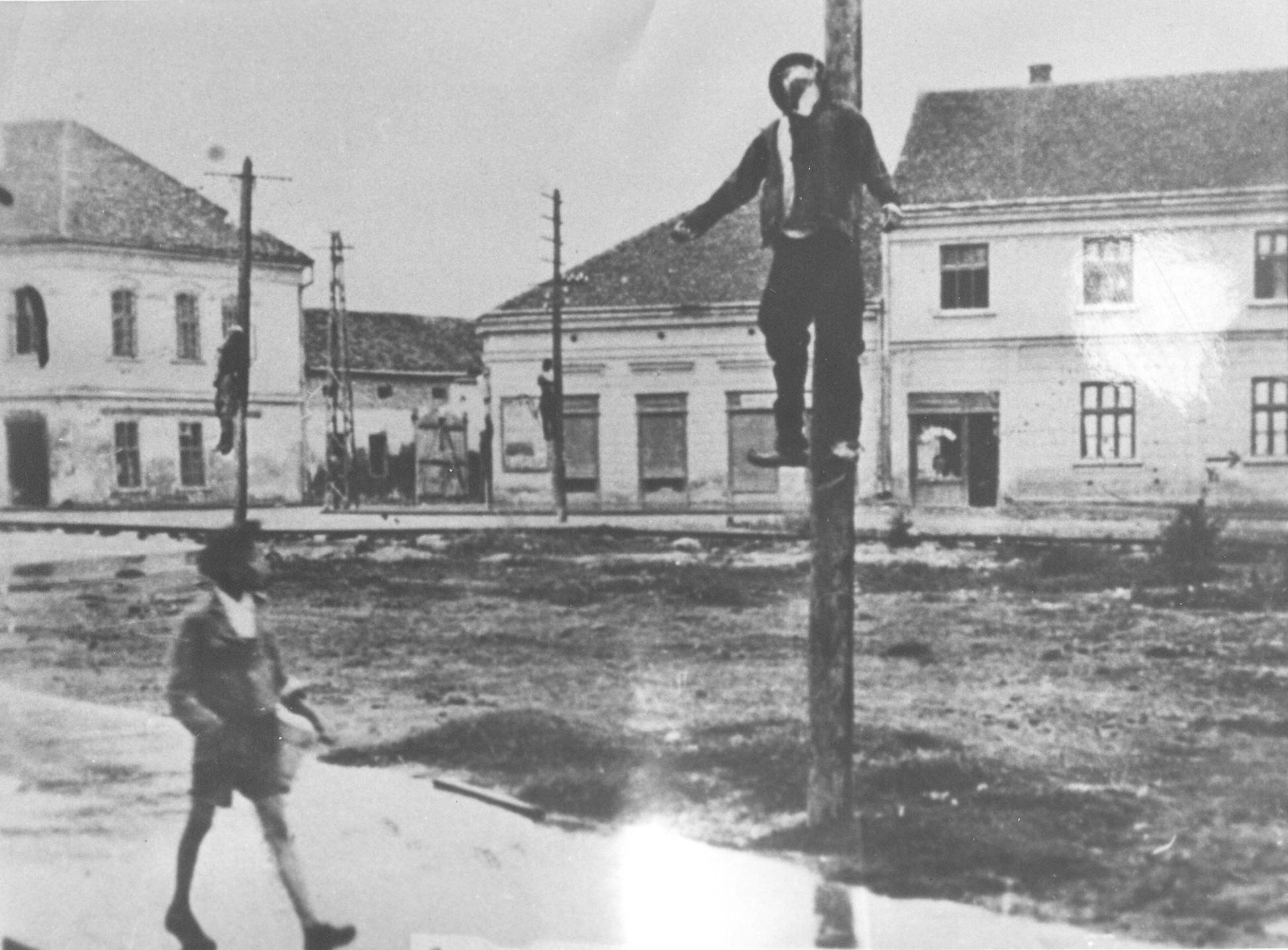
Aufgehängte Geiseln in Šabac

Obwohl es in der Stadt Šabac bislang zu keinen Aufständen gekommen war, traf die 3. Kompanie des Reserve-Polizei-Bataillons 64 als Verstärkung der drei Wehrmachtskompanien der 718. Infanteriedivision ein. Sie hängten am 18. August zehn Geiseln in der Stadt auf. Bei einem am nächsten Tag folgenden „Jagdausflug“ etwa zwanzig Kilometer westlich von Šabac wurden rund 30 Partisanen erschossen. Auf deutscher Seite fielen ein Polizist und drei Soldaten; zehn Soldaten wurden verwundet. Als „Strafmaßnahme“ wurden in der darauffolgenden Nacht etwa zehn bis zwanzig Šabacer Juden erschossen. Flüchtlinge der Kladovo-Gruppe wurden aus dem Lager geholt und gezwungen, die Leichen der Juden demonstrativ durch die Stadt zu tragen und dann an Leitungsmasten aufzuhängen. Die verbliebenen 63 Šabacer Juden wurden in das Konzentrationslager getrieben, in dem sich auch die Kladovo-Gruppe befand. Am 3. September stellte Danckelmann in einem Bericht an den Wehrmachtsbefehlshaber fest:

„Sofortige Sühnemaßnahmen wegen Sabotageakte gegenüber der deutschen Wehrmacht, bei denen bisher insgesamt rund 1000 Kommunisten und Juden erschossen oder öffentlich aufgehängt worden sind, bei denen Häuser von Banditen, sogar ein ganzes Dorf niedergebrannt wurden, konnten dem ständigen Anwachsen des bewaffneten Aufstandes nicht Einhalt gebieten.“

Im September verstärkte sich der Widerstandskampf, an dem sich nun auch die Tschetniks beteiligten. Partisanen und Tschetniks kontrollierten ganz Süd- und Westserbien. Wilhelm List, für den gesamten Balkanraum zuständiger Wehrmachtsbefehlshaber Südost, forderte Verstärkung in Form einer Kampfdivision und eines für Serbien zuständigen Generals an. Für diesen Posten schlug er zugleich Franz Böhme vor, der aufgrund seiner Erfahrungen im Ersten Weltkrieg als „vorzüglicher Kenner der Balkanverhältnisse“ galt und der – wie andere Österreicher – aufgrund der damaligen Niederlage persönliche Rachegefühle hegte. Böhme wurde zum Bevollmächtigten Kommandierenden General in Serbien ernannt und die 12.000 Mann starke 342. Infanteriedivision nach Serbien verlegt. Von Hitler bekam Böhme die Anweisung, „mit den schärfsten Mitteln die Ordnung wiederherzustellen“. Gleichzeitig erfolgte der Sühnebefehl von Generalfeldmarschall Wilhelm Keitel, wonach für jeden gefallenen Deutschen 50 bis 100 zivile Geiseln erschossen werden sollten. Diese sollten laut Keitel aus den Reihen der politischen Gegner kommen und mit dem Anlassfall in politischem und geographischem Zusammenhang stehen. Böhme hingegen meinte mit seinem Befehl zur „Säuberung des Save-Bogens“ nicht nur die Aufständischen, sondern befahl zugleich die Festnahme sämtlicher Juden Serbiens.
Am 23. September drangen etwa 1.000 Partisanen in die Stadt Šabac ein und brachten zunächst eine Fabrik und das Elektrizitätswerk unter ihre Gewalt. Damit war Šabac die erste von deutschen Truppen besetzte Stadt, die von den Partisanen angegriffen wurde. Der Kampf um die Stadt, bei dem auf deutscher Seite auch ein Panzer eingesetzt wurde, dauerte zehn Stunden. Danach zogen die Partisanen wieder ab. Noch am selben Abend rückte ein Bataillon der 342. Infanterie-Division unter dem Kommando des Generalleutnants Walter Hinghofer an. Auf Befehl Böhmes begannen sie am nächsten Tag mit der Verhaftung aller 14- bis 70-jährigen männlichen Einwohner der Stadt, obwohl diese gar nicht zu den Aufständischen gehörten. Ihre Wohnungen wurden geplündert, dabei konnten weder Waffen noch Munition gefunden werden. Nach drei Tagen waren 4.459 männliche Zivilisten auf einem Platz im Westen der Stadt gesammelt. Während dieser Aktion wurden 75 Männer aus Šabac erschossen und fünf weitere als „verstorben“ gemeldet. Ein Pionierbataillon der 342. ID begann inzwischen mit dem Bau eines weiteren KZ nördlich von Šabac: dem KZ Jarak, das sich allerdings auf kroatischem Boden befand.
Von Teilen der Divisionsreserve der 342. ID samt einer Panzerjäger-Kompanie und der Radfahrschwadron wurden am 26. September 1941 rund 5.000 Männer aus dem KZ Šabac, mit ihnen die Männer des Kladovo-Transportes, im Laufschritt, ohne Nahrung und unter Schlägen und Erschießungen wegen „Widersetzlichkeit“ oder weil sie nicht mehr weiterkonnten, in das KZ Jarak getrieben. In Klenak schlossen sich den deutschen Bewachern kroatische Heeresangehörige an. Schon bei der Zusammenstellung dieses später als „Blutmarsch“ bezeichneten Unternehmens wurden 80 Männer erschossen. Von den Männern des Kladovo-Transportes fanden 21 auf dem Blutmarsch ihren Tod. Schließlich wurden die Pläne wegen der militärisch ungünstigen Lage des KZ Jarak geändert, weshalb die Männer nach ihrer Ankunft im KZ Jarak wieder zurück nach Šabac mussten. Dort war das KZ inzwischen um die Baracken einer aufgelassenen Kaserne erweitert worden, die für die Zivilbevölkerung vorgesehen waren. Auch die Männer des Kladovo-Transportes verbrachten einige Tage in den Kasernenbaracken, bis sie am 4. Oktober wieder zurück in das „Judenlager“ in den Pionierbaracken verlegt wurden.

## Die Erschießung der Männer des Kladovo-Transportes
Am 2. Oktober 1941 kamen bei einem Angriff der Partisanen auf Einheiten des Armeenachrichtenregiments bei Topola 21 Soldaten ums Leben. Daraufhin befahl Böhme, 2.100 Häftlinge zur Erschießung auszusuchen. Er beauftragte die 342. ID von General Hinghofer mit der Exekution und präzisierte am 10. Oktober seine Vorstellungen:

„805 Juden und Zigeuner werden aus dem Lager Šabac, der Rest aus dem jüdischen Durchgangslager Belgrad entnommen.“

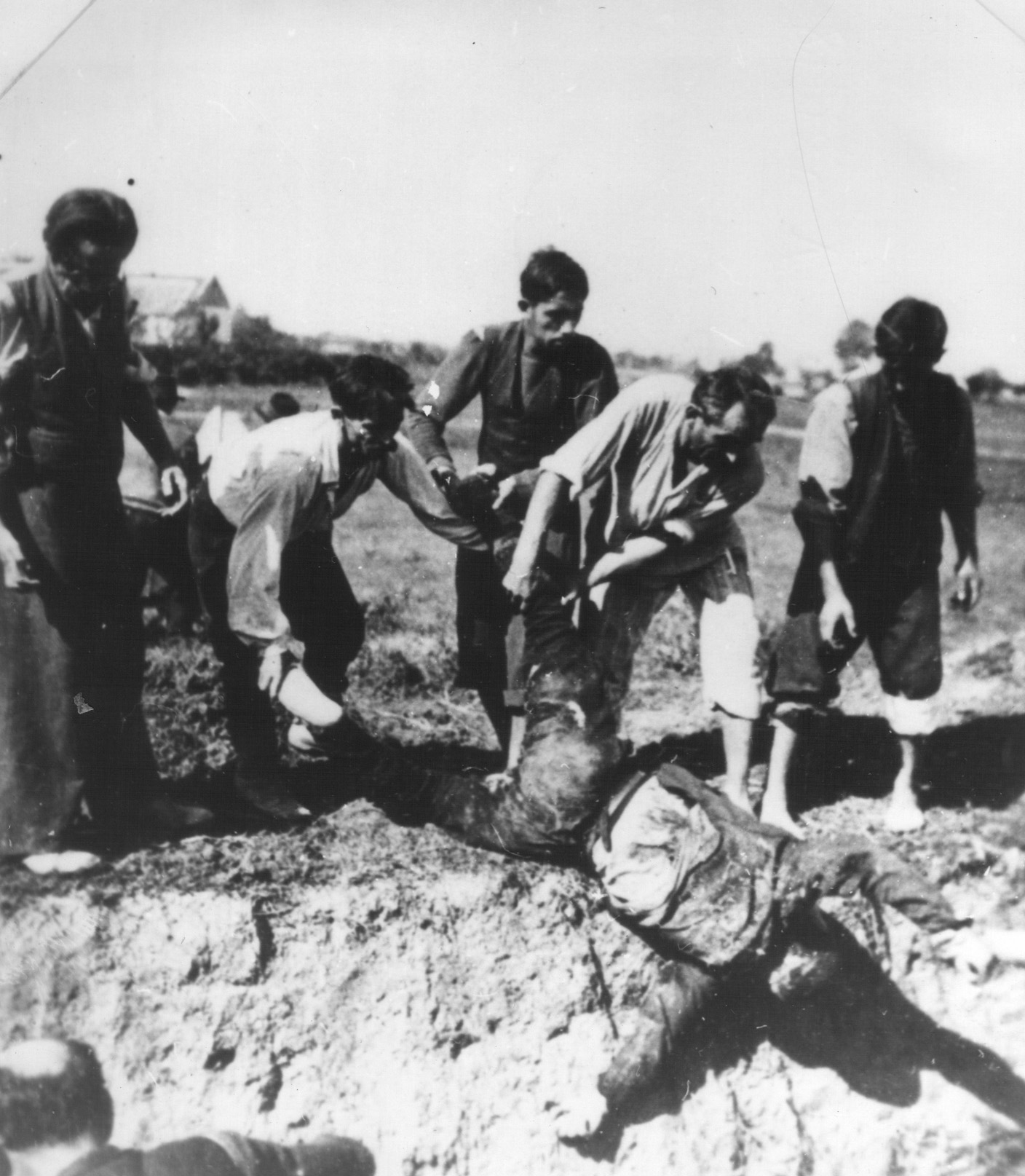
Erschossener Gefangener wird ins Massengrab geworfen

Am 11. Oktober 1941 wurden alle Männer des Kladovo-Transportes abgeholt und einer Wehrmachtseinheit übergeben. Kurz zuvor wurde der Bau des KZ Zasavica angekündigt, für das ein 12 mal 3,5 Kilometer großes, im Norden, Osten und Westen durch die Save und im Süden durch ein Sumpfgebiet und den Fluss Zasavica begrenztes Gelände vorgesehen war. Als die Männer geholt wurden, dachten daher viele, es würde sich um einen Arbeitseinsatz handeln. Die Überlebende Anna Hecht erinnert sich an den Tag des Verschwindens ihres Mannes:

„Am 11. Oktober 1941 kamen um sechs Uhr abends SS-Leute ins Lager und alle Männer mußten sich in der alphabetischen Reihenfolge aufstellen. Mein Mann war damals gerade bei einer Arbeit außerhalb des Lagers; er wurde geholt und mußte sich auch dazustellen. Dann wurde das Kommando gegeben: „rechts um!“ und man hat sie nie mehr gesehen.“

Die Männer wurden nach Zasavica getrieben und wussten nicht, dass es ihr Todesmarsch war. Sie wurden am 12. und 13. Oktober an der Save erschossen. Serbische Zwangsarbeiter mussten zuvor bereits einen 250 bis 300 Meter langen Graben ausheben. Jeweils etwa 50 Männer mussten ihre Wertsachen abgeben und sich etwa ein bis zwei Meter vom Graben entfernt, mit dem Gesicht zum Graben aufstellen. Hinter jedem Häftling stellten sich zwei Soldaten auf und erschossen ihn auf ein Kommando. Der überlebende Zwangsarbeiter Miloral Mica Jelsić erzählte:

„[…] dann ordneten uns die Deutschen an, ihnen die Säcke zu durchsuchen und alle Wertsachen herauszunehmen, wie Uhren, Geld und außerdem ihnen von den Händen die Ringe abzunehmen. […] Noch bevor sie in das Grab geworfen wurden, sah ich, wie die Deutschen von den Getöteten die goldenen Gebisse herausnahmen und wenn sie sie bei einem nicht herausnehmen konnten, schlugen sie sie mit den Stiefelabsätzen heraus.“

Nachdem die Zwangsarbeiter sie mit Erde bedeckt hatten, wurden die nächsten 50 Juden herangeführt. Die im KZ Šabac verbliebenen Frauen wurden über das Schicksal der Männer völlig im Unklaren gelassen.
Mit den Erschießungen hatte ein Massenmorden begonnen, in dessen Verlauf bis zur Ablösung Böhmes Anfang Dezember 1941 mehr als 30.000 Menschen erschossen wurden. Darunter befanden sich neben den Männern des Kladovo-Transportes fast alle serbischen jüdischen Männer sowie Roma und nichtjüdische Serben. Von den jüdischen Männern sollten 500 am Leben bleiben, um in Konzentrationslagern als Gesundheits- und Ordnungsdienst eingesetzt zu werden.

## Frauen und Kinder im KZ Sajmište

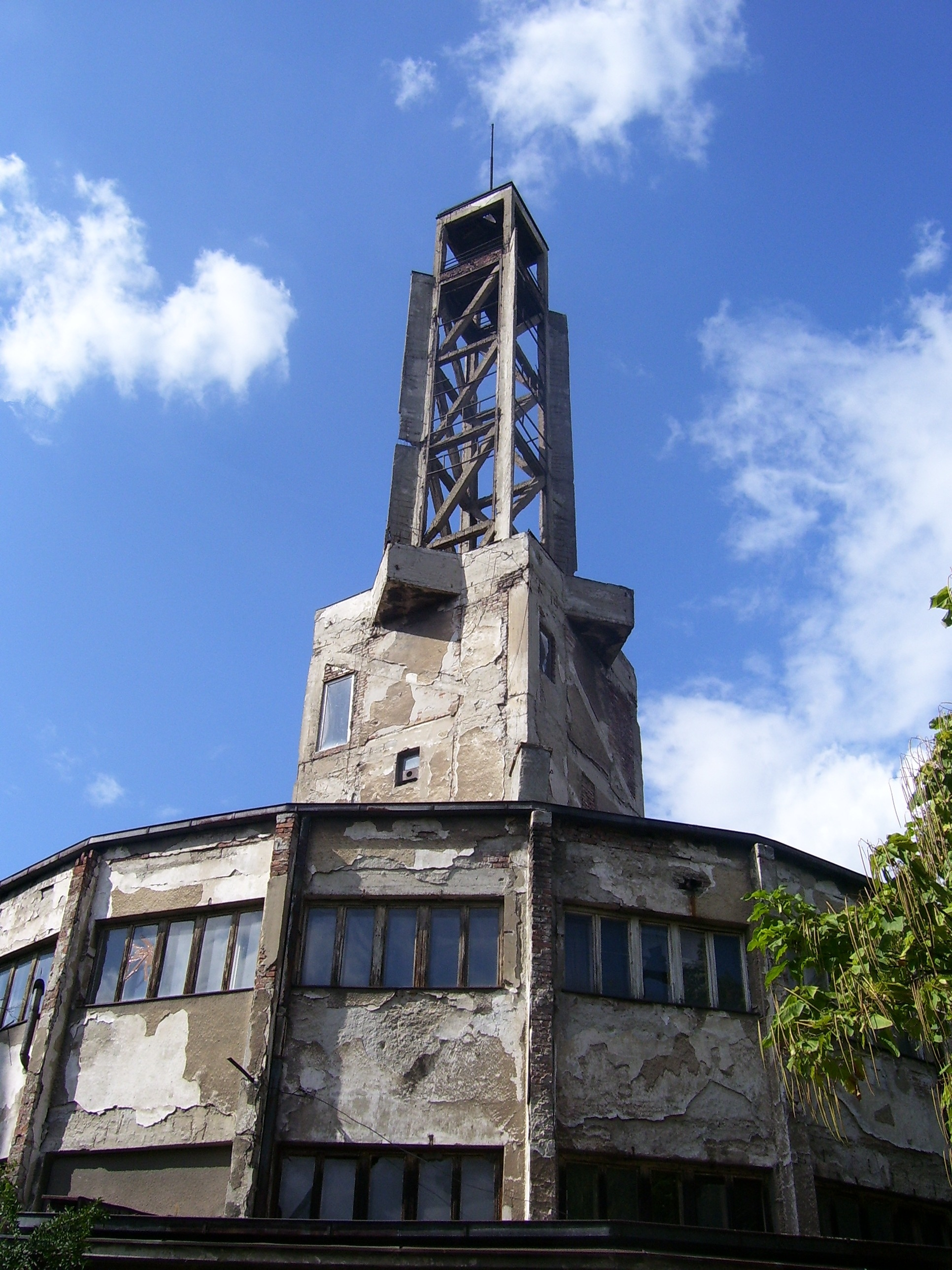
Der zentrale Turm des KZ Sajmište

Anfang Jänner 1942 wurden die 750 bis 800 Frauen und Kinder des Kladovo-Transportes aus dem KZ Šabac in das von der SS verwaltete KZ Sajmište überstellt. Zunächst wurden sie mit der Eisenbahn in die auf kroatischem Boden liegende Stadt Ruma gebracht, von wo sie zu Fuß zu dem nördlich der Save im Belgrader Stadtteil Zemun gelegenen KZ Sajmište gehen mussten. Auf ihrem Todesmarsch im tiefen Winter blieben erfrorene Kinder und alte Frauen im Schnee zurück. Im KZ Sajmište drängten sich bereits über 5.000 serbische jüdische Frauen, Kinder und alte Leute im kalten Gemäuer des Pavillon 3 auf einem ehemaligen Messegelände. Die Organisation Todt hatte es verabsäumt, das KZ rechtzeitig herzurichten, obwohl sie sechs Wochen Zeit hatte. Bei einer Bombardierung des nahegelegenen Belgrader Flughafens im April 1941 war das 1937 eröffnete Messegelände schwer in Mitleidenschaft gezogen worden. Das Lager besaß außer zwei Brunnen keine sanitären Anlagen, die Fenster waren zerbrochen. Durch das Dach fiel Schnee und gefror auf dem Betonfußboden. Erst nach einiger Zeit stellte die Organisation Todt dreistöckige Holzgestelle als Schlafplätze auf – ohne Decken, ohne Leintücher, nur mit Stroh, das niemals gewechselt wurde. Lebensmittel bekamen die Insassen von der Belgrader Fürsorge – von den Resten, die übrig blieben, nachdem die Belgrader Bevölkerung versorgt war. Durchschnittlich waren das 80 Gramm Lebensmittel pro Tag und Person. Für jedes der 300 Kleinkinder gab es 200 Gramm Milch pro Tag. Jede Nacht starben zwischen 10 und 25 Menschen an Hunger und Kälte. Die Leichen der Verstorbenen mussten von den Insassinnen über die zugefrorene Save geschleift werden, wo sie von Belgrader Gemeindebediensteten auf Wagen gelegt und zum jüdischen Friedhof gefahren wurden.
Das Lagerspital war überfüllt, so durften manche Kranke in Belgrader Spitäler überführt werden. Ein Bediensteter sagte nach dem Krieg als Zeuge aus:

„Im Winter 1941/42 bekamen wir eine Anzahl neuer Patienten: Frauen aus Sajmište. Mit ihnen kamen Kinder mit Erfrierungen. Die Nägel fielen ihnen ab vor Hunger und Kälte. Sie sahen aus wie lebende Skelette, nur Haut und Knochen. Aus alten Männergesichtern starrten uns Kinderaugen an. Sie hatten nichts mehr mit Kindern gemein. Die Frauen weigerten sich über das zu sprechen, was in Sajmište vor sich ging.“

Der Verantwortliche für das Lager, Leiter der Gestapo Lothar Kraus, wurde im Februar 1942 durch Hans Helm abgelöst, welcher später aussagte:

„Ich habe nichts für eine bessere Unterbringung unternommen, denn ich war überzeugt, daß dazu keine Möglichkeit bestand.“

Als die Gefangenen im Jänner wegen des unerträglichem Hungers protestierten, drohte SS-Sturmführer Stracke damit, dass bei weiteren Protesten sofort 100 von ihnen erschossen würden.
Im Jänner 1942, kurz vor der Überstellung der Frauen und Kinder des Kladovo-Transportes, wurde Herbert Andorfer Kommandant des KZ Sajmište. Der bisherige Leiter, Scharführer Edgar Enge, wurde ihm als Adjutant zur Seite gestellt. Intern wurde das Lager jedoch durch die jüdische Lagerselbstverwaltung geleitet. Andorfers Aussagen zufolge entwickelte sich zwischen ihm und der jüdischen Lagerselbstverwaltung ein vertrautes Verhältnis. Er trank mit ihnen Kaffee und erzählte ihnen, sie würden bald nach Rumänien weitertransportiert.
Das KZ Sajmište war von den deutschen Besatzern in Serbien nur als temporäre Zwischenlösung bis zur Deportation der Juden in den Osten angesehen worden. Anlässlich der Wannseekonferenz Ende Jänner 1942 wurde jedoch klar, dass die Deportation der serbischen Juden keine Priorität hatte und sie noch einen längeren Aufenthalt in Serbien vor sich hätten. Das kam den Besatzern aus mehreren Gründen ungelegen, nicht zuletzt, weil die Wehrmacht das KZ für die Internierung von Partisanen benötigte. Für den Gesandten Felix Benzler war es eine Prestigefrage, da er sich schon seit Sommer vehement für die Deportation eingesetzt hatte und die Juden bereits „reisefertig“ gesammelt waren.

## Ermordung im Gaswagen
Andorfer wurde vermutlich in der ersten Märzwoche von der Anlieferung eines „Spezialfahrzeuges“ informiert, in dem die Juden „eingeschläfert“ werden sollten. Um einen reibungslosen Ablauf der Vergasungen zu gewährleisten, schmiedete er einen Plan. Mittels Anschlägen machte er im Lager bekannt, dass es vorläufig noch eine Zwischenstation in einem neuen, besseren Lager auf serbischem Boden geben werde. Auf Fragen nach Details reagierte er mit einer fiktiven Lagerordnung für das neue Lager, die er ebenfalls aufhängte. Er versicherte ihnen, dass jeder Transport von einem jüdischen Arzt und einer Krankenschwester begleitet werde, die sich unterwegs um ihre Gesundheit kümmern würden. In der Annahme, ihre Situation könne sich nur verbessern, freuten sich die Insassen auf die Umsiedlung. Die Zusammenstellung der Transporte übernahm die jüdische Lagerleitung, die Todeskandidatinnen meldeten sich freiwillig. Laut Aussage einer Überlebenden gab Andorfer ihnen noch den Rat, nur die wertvollsten Sachen mitzunehmen, da im neuen Lager die Verpflegung sehr gut sein würde.
Von 19. März bis 10. Mai 1942 kamen von Montag bis Samstag jeden Tag in der Früh ein kleinerer LKW, in den das Gepäck verladen wurde, und der grau gestrichene Gaswagen, in den die jeweils zusammengestellte Gruppe aus 50 bis 80 Menschen nichts ahnend einstieg. Einer der Fahrer verteilte noch Süßigkeiten an die Kinder. Waren alle im Inneren des Wagens, wurde die Flügeltür hinter ihnen verriegelt. Der Gaswagen fuhr, gefolgt von dem kleineren LKW und einem PKW, in dem Andorfer und sein Adjutant Enge saßen, über die Save-Brücke. Da das KZ auf der kroatischen Seite der Save lag, mussten sie einen kroatischen Grenzposten passieren; Sonderpapiere verhalfen ihnen jedoch zu einer ungehinderten Weiterfahrt. Danach bog der kleine LKW ab und brachte das Gepäck ins Belgrader Depot der Nationalsozialistischen Volksfürsorge.
Während eines kurzen Stopps legte einer der Fahrer des Gaswagens einen Hebel um, wodurch die Abgase in das Wageninnere geleitet wurden. So fuhr der Wagen quer durch Belgrad und weiter zu einem rund 15 Kilometer südöstlich bei Avala gelegenen Schießplatz (nach anderer Quelle bei Jajinci im Bezirk Voždovac). Dort waren schon durch ein Häftlingskommando Gruben ausgehoben worden. Ein weiteres Häftlingskommando musste die Leichen aus dem Wagen holen und in der Grube verscharren. Abschließend wurden die Männer der „Totengräberkommandos“ mit Maschinenpistolen erschossen und ebenfalls in das Massengrab geworfen. Edgar Enge sagte bei seinem Prozess in den 1960er-Jahren aus:

„Nach Öffnen der Tür war festzustellen, daß die Leichen in der Regel mehr im rückwärtigen Teil des Wageninneren lagen. Die Häftlinge transportierten die Leichen dann in die Gruben und deckten diese dann anschließend mit Erde zu. […] Lebenszeichen habe ich bei den Vergasten in keinem Falle bemerkt. Die Gesichter hatten ein blasses Aussehen. Der Gaswagen war jeweils nicht erheblich verschmutzt. Im wesentlichen konnte man nur Erbrochenes im Wagen bemerken. Bei der Bestattung war kein Arzt zugegen. Es wurde auch nicht im Einzelnen festgestellt, ob die vergasten Juden wirklich tot waren.“

Im November 1943, als sich die deutsche Niederlage ankündigte, begann das Sonderkommando 1005 unter Paul Blobel die auf dem Schießplatz vergrabenen Leichen wieder auszugraben, zu Scheiterhaufen zu schichten und zu verbrennen. Das dauerte vier Monate lang und diente der Vertuschung.
Im Mai 1942 befanden sich noch wenige Überlebende des Kladovo-Transportes, zusammen mit einer Gruppe deutschsprachiger Juden aus dem Banat, im KZ Sajmište. Sie waren dazu bestimmt, das Lager zu reinigen. Als sie damit fertig waren, wurden die meisten von ihnen erschossen. Nur eine Handvoll überlebte, hauptsächlich waren das mit Juden verheiratete Nicht-Jüdinnen, die für das Versprechen der Geheimhaltung freigelassen wurden. Von den zuletzt in Šabac untergebrachten jüdischen Flüchtlingen überlebten nur Dorothea Fink als Arierin und Borika Wettendorfer, die bereits Ende November 1941 die Erlaubnis zu einer Augenoperation in Belgrad zur Flucht nutzte.

## Aufarbeitung
Das Schicksal der Teilnehmer des Kladovo-Transportes wurde erst nach dem Krieg und zunächst nur teilweise bekannt. Nach 1945 erhielten die Angehörigen die Information, dass alle Teilnehmer des Transportes im Herbst 1941 erschossen worden wären. Viele dieser Angehörigen haben nie erfahren, dass die Frauen und Kinder im KZ Sajmište waren und schließlich im Gaswagen umgekommen sind. Selbst 50 Jahre danach waren noch nicht alle Details der Ereignisse bekannt. Gabriele Anderl und Walter Manoschek rekonstruierten das Geschehen anhand von Akten, Aussagen von Überlebenden, Zeugen und Wehrmachtsangehörigen sowie erhalten gebliebenen Briefen und Tagebüchern der Teilnehmer. Die Ergebnisse veröffentlichten sie im Jahr 1993 in dem Buch Gescheiterte Flucht. Der jüdische „Kladovo-Transport“. Bereits 1992 berichtete Anderl in ihrem Beitrag Emigration und Vertreibung, der in Erika Weinzierls Buch Vertreibung und Neubeginn erschienen ist, über den Kladovo-Transport. Der serbische Jude Zeljko Dragic stieß bei Recherchen für seine Dissertation Verhältnis der serbisch-orthodoxen Kirche zum Judentum im 20. Jahrhundert auf die drei Ausflugsschiffe und hatte die Idee zu einer Ausstellung, die im Jahr 2012 im burgenländisch-kroatischen Zentrum in Wien gezeigt wurde. Dafür sammelte er weiteres Material und verbrachte eine Woche mit Zeitzeugen aus Israel in Serbien.

### Gedenkorte und -veranstaltungen, künstlerische Auseinandersetzung
In Jerusalem wurde von der israelischen Regierung der Wald der Märtyrer zum Gedenken an die Holocaust-Opfer errichtet, wo sich auch eine Gedenktafel für die Opfer des Kladovo-Transportes befindet.

#### Serbien
Auf dem jüdischen Friedhof in Belgrad ließ die Israelitische Kultusgemeinde Wien im Jahr 2002 ein Denkmal für 800 österreichische Juden des Transportes errichten.
Eine Gedenkwoche für den Kladovo-Transport wurde in Serbien erstmals vom 14. bis 20. Oktober 2002 abgehalten. Veranstalter waren der Bund der jüdischen Gemeinden Jugoslawiens, das Jüdische Museum Belgrad und die Botschaften Deutschlands und Österreichs. Im Rahmen der Gedenkwoche wurde in Kladovo am 16. Oktober 2002 ein von Mimi Bihaly-Vuckovic gestaltetes Denkmal für die Opfer des Transportes enthüllt. Seither findet die Erinnerungswoche jedes Jahr in Kladovo statt.
In Zasavica wurde in Erinnerung an den Blutmarsch und seine Opfer in den 1980er-Jahren jedes Jahr ein Marathonlauf unter dem Titel Pojedinačno prvenstvo Jugoslavije u maratonu i brzom hodanju (Jugoslawische Einzelmeisterschaft im Marathonlauf und Gehen) veranstaltet. Den Marathon gibt es nicht mehr, die jüdischen Gemeinden Serbiens treffen sich weiterhin jedes Jahr am Tag der Opfer in Zasavica bei dem dort errichteten Denkmal für die Opfer des Kladovo-Transportes und lesen das Kaddisch-Gebet.
In ihrem Bilderzyklus Nada je zauvek ostala na Dunavu (Die Hoffnung ist für immer auf der Donau geblieben) stellte die Belgrader Künstlerin Mirjana Lehner-Dragić 2012 das Verschwinden der Kladovo-Flüchtlinge „in einer scheinbar einfachen Art der Malerei“ symbolisch dar.
Am 22. April 1995, dem „Gedenktag der Opfer des Genozids“, wurde am Ufer der Save in Belgrad ein Denkmal des Bildhauers Miodrag Popović für die Opfer des KZ Sajmište enthüllt. Die zehn Meter hohe, abstrakte Komposition aus Bronze steht außerhalb der Lagergrenze, damit sie von der Brücke und der Festung aus gesehen werden kann.

#### Österreich
Im Jüdischen Museum Wien fand vom 8. Juli bis 4. November 2001 die Ausstellung „Kladovo – Eine Flucht nach Palästina“ statt. Die Grundlage der Ausstellung bildeten Fotos, die von Teilnehmern des Transportes während der Flucht gemacht wurden und vom Überlebenden Ehud Nahir verbotenerweise mit nach Palästina genommen wurden. Außerdem wurden Originaldokumente und ein Film der Fotografin Alisa Douer gezeigt, der den Lebensweg von Überlebenden des Transportes zum Inhalt hat. Der Film wurde mit Unterstützung des Nationalfonds der Republik Österreich für Opfer des Nationalsozialismus produziert. Ergänzt wurde die Ausstellung durch ein zweisprachiges Begleitbuch. Alisa Douer und Reinhard Geir waren die Ausstellungskuratoren. An der Eröffnungsmatinee nahm auch der Zeitzeuge Chaim Schatzker teil.
Vom 13. September bis 14. Oktober 2012 zeigte das burgenländisch-kroatische Zentrum in Wien die Ausstellung Die Reise in die Ewigkeit. 70 Jahre Kladovo-Transport. Veranstalter der Ausstellung war das Monatsmagazin KOSMO in Zusammenarbeit mit Yad Vashem; Željko Dragić war Projektleiter und veröffentlichte ein dreisprachiges Begleitbuch in deutscher, englischer und serbischer Sprache. Er hoffte, damit vor allem die junge Generation vom Balkan anzusprechen. Daraus, dass Menschen aus Ex-Jugoslawien die FPÖ wählen, schließt er, dass diese nur wenig über die Zeit des Nazi-Regimes wissen, in der ihre Großeltern umgebracht wurden.
Das offizielle Österreich hat bis heute (2016) keine Gedenkstätte für die Ermordeten des Kladovo-Transportes errichtet, obwohl die Opfer mehrheitlich Österreicher waren – und ebenso die Täter.

### Die Suche nach der Schuld
Die Frage nach der Schuld für das Scheitern des Fluchtunternehmens beschäftigt bis heute vor allem die Überlebenden und die Angehörigen der Opfer, aber auch Historiker. Viele sehen die Verantwortung bei Sime Spitzer und seiner Entscheidung im Dezember 1940 in Prahovo, die Menschen nicht unter griechischer Flagge fahren zu lassen. Wie der Großteil der männlichen jüdischen Bevölkerung Serbiens überlebte der 47-jährige Sime Spitzer das Jahr 1941 nicht – obwohl er selbst ein Zertifikat hatte. Es gab auch Anschuldigungen, wonach die jüdischen Gemeinden Jugoslawiens sich an den finanziellen Zuschüssen aus dem Ausland – insbesondere drei Spendenaktionen amerikanischer Verbände – bereichert hätten. Der Überlebende Erich Feier, der noch aus Šabac flüchten konnte, berichtete von einem 1940/1941 kursierenden Gerücht, wonach reiche jugoslawische Juden für die Gruppe bestimmte Spenden verwendet hätten, um ihr Vermögen ins Ausland zu transferieren. Feier betonte, dass dieses Gerücht nie ausgeräumt werden konnte. Gabriele Anderl und Walter Manoschek halten dem entgegen, dass die jugoslawische Bevölkerung selbst große Summen für die Flüchtlinge aufbrachte. Auch dass niemand, insbesondere die britische Mandatschaft in Palästina, die Flüchtlinge aufnehmen wollte, und die Briten zusätzlich Druck auf die Donaustaaten ausübten, keine Durchreisevisa zu erteilen, wird zu den Problemen gezählt, die letztlich zum Scheitern des Transportes führten.
Andere, wie der Überlebende und Historiker Chaim Schatzker, sehen die Hauptschuld beim Mossad und den Fehlleistungen der zionistischen Funktionäre. So wirft er ihnen etwa vor, dass die „Darien II“ zwei Monate unbenützt im Hafen lag, „während der Mossad mit der jüdischen Untergrundarmee Hagana über einen irrsinnigen Geheimdienstplan diskutiert hatte“. Die Hagana plante mit den Briten gemeinsam eine Sabotageaktion gegen die Nationalsozialisten, so war es letztlich eine Frage, ob nicht kurzfristige Ziele wie die Rettung der Kladovo-Flüchtlinge hinter langfristigen Zielen, wie der Zusammenarbeit mit den Briten und der Hoffnung, nach Kriegsende für viele Juden Einreisezertifikate zu erhalten, zurückstehen müssten.
Jedoch darf über diesen Fragen nicht vergessen werden, wo die Hauptschuld liegt: Alle Beteiligten reagierten letztlich nur auf die vom Terrorregime des Nationalsozialismus geschaffene Situation.

## Juristische Verfolgung
- Herbert Andorfer wurde 1966 zur Fahndung ausgeschrieben und konnte 1967 in München verhaftet werden. Er wurde österreichischen Behörden übergeben und kurze Zeit später wieder an die Bundesrepublik Deutschland ausgeliefert, wo er 1968 wegen Beihilfe zum Mord zu zweieinhalb Jahren Haft verurteilt wurde.
- Franz Böhme beging vor seinem Prozess im Jahr 1947 Selbstmord.
- Edgar Enge wurde ebenfalls 1968 in Deutschland der Prozess gemacht. Er wurde zwar wegen Beihilfe zum Mord schuldig gesprochen, von einer Bestrafung wurde jedoch abgesehen.[1]